# Srpska Open 2023
Srpska Open 2023 là một giải quần vợt nam thi đấu trên mặt sân đất nện ngoài trời. Đây là lần thứ 1 giải đấu được tổ chức và là một phần của ATP Tour 250 trong ATP Tour 2023. Giải đấu thay thế giải Serbian Open trong một năm vì gia đình Djokovic chuẩn bị địa điểm thi đấu ở Serbia để đăng cai một giải ATP 500. Giải đấu diễn ra tại National tennis center complex ở Banja Luka, Cộng hòa Srpska, Bosnia và Herzegovina, từ ngày 17 đến ngày 23 tháng 4 năm 2023.

## Điểm và tiền thưởng

### Phân phối điểm
| Sự kiện | VĐ  | CK  | BK | TK | Vòng 1/16 | Vòng 1/32 | Q  | Q2 | Q1 |
| Đơn     | 250 | 150 | 90 | 45 | 20        | 0         | 12 | 6  | 0  |
| Đôi     | 250 | 150 | 90 | 45 | 0         | —         | —  | —  | —  |

### Tiền thưởng
| Sự kiện | VĐ      | CK      | BK      | TK      | Vòng 1/16 | Vòng 1/32 | Q2     | Q1     |
| Đơn     | €85,605 | €49,940 | €29,355 | €17,010 | €9,880    | €6,035    | €3,020 | €1,645 |
| Đôi*    | €29,740 | €15,910 | €9,330  | €5,220  | €3,070    | —         | —      | —      |

*mỗi đội

## Nội dung đơn

### Hạt giống
| Quốc gia | Tay vợt           | Xếp hạng | Hạt giống |
| -------- | ----------------- | -------- | --------- |
| SRB      | Novak Djokovic    | 1        | 1         |
|          | Andrey Rublev     | 6        | 2         |
| CRO      | Borna Ćorić       | 20       | 3         |
| SRB      | Miomir Kecmanović | 34       | 4         |
| NED      | Tallon Griekspoor | 35       | 5         |
| CZE      | Jiří Lehečka      | 42       | 6         |
| FRA      | Richard Gasquet   | 43       | 7         |
| FRA      | Grégoire Barrère  | 57       | 8         |

- Bảng xếp hạng vào ngày 10 tháng 4 năm 2023.

### Vận động viên khác
Đặc cách:
- Damir Džumhur
- Hamad Međedović
- Gaël Monfils

Vượt qua vòng loại:
- Radu Albot
- Dino Prižmić
- Abdullah Shelbayh
- Elias Ymer

Thua cuộc may mắn:
- Liam Broady

### Rút lui
- Benjamin Bonzi → thay thế bởi  Hugo Gaston
- Marco Cecchinato → thay thế bởi  Liam Broady
- Fabio Fognini → thay thế bởi  Taro Daniel

## Nội dung đôi

### Hạt giống
| Quốc gia | Tay vợt            | Quốc gia | Tay vợt       | Xếp hạng | Hạt giống |
| -------- | ------------------ | -------- | ------------- | -------- | --------- |
| GBR      | Jamie Murray       | NZL      | Michael Venus | 44       | 1         |
| BEL      | Sander Gillé       | BEL      | Joran Vliegen | 89       | 2         |
| FRA      | Sadio Doumbia      | FRA      | Fabien Reboul | 101      | 3         |
| COL      | Nicolás Barrientos | URU      | Ariel Behar   | 113      | 4         |

- Bảng xếp hạng vào ngày 10 tháng 4 năm 2023.

### Vận động viên khác
Đặc cách:
- Marco Cecchinato /  Nenad Zimonjić
- Ivan Sabanov /  Matej Sabanov

Thay thế:
- Andrey Golubev /  Denys Molchanov
- Aldin Šetkić /  Jason Taylor

### Rút lui
- Tomislav Brkić /  Gonzalo Escobar → thay thế bởi  Gonzalo Escobar /  Diego Hidalgo
- Marco Cecchinato /  Nenad Zimonjić → thay thế bởi  Andrey Golubev /  Denys Molchanov
- Federico Coria /  Hugo Dellien → thay thế bởi  Aisam-ul-Haq Qureshi /  Hunter Reese
- Andrey Rublev /  Roman Safiullin → thay thế bởi  Aldin Šetkić /  Jason Taylor

## Nhà vô địch

### Đơn
- Dušan Lajović đánh bại  Andrey Rublev 6–3, 4–6, 6–4

### Đôi
- Jamie Murray /  Michael Venus đánh bại  Francisco Cabral /  Aleksandr Nedovyesov, 7–5, 6–2